# Grobelno, Šmarje pri Jelšah
Grobelno este o localitate din comuna Šmarje pri Jelšah, Slovenia, cu o populație de 310 locuitori.